# Тшебятув (гмина)
Тшебятув (пол. Trzebiatów) — гмина (волость) в Польше, входит как административная единица в Грыфицкий повет, Западно-Поморское воеводство. Население — 16 673 человека (на 2013 год).

## Фотографии

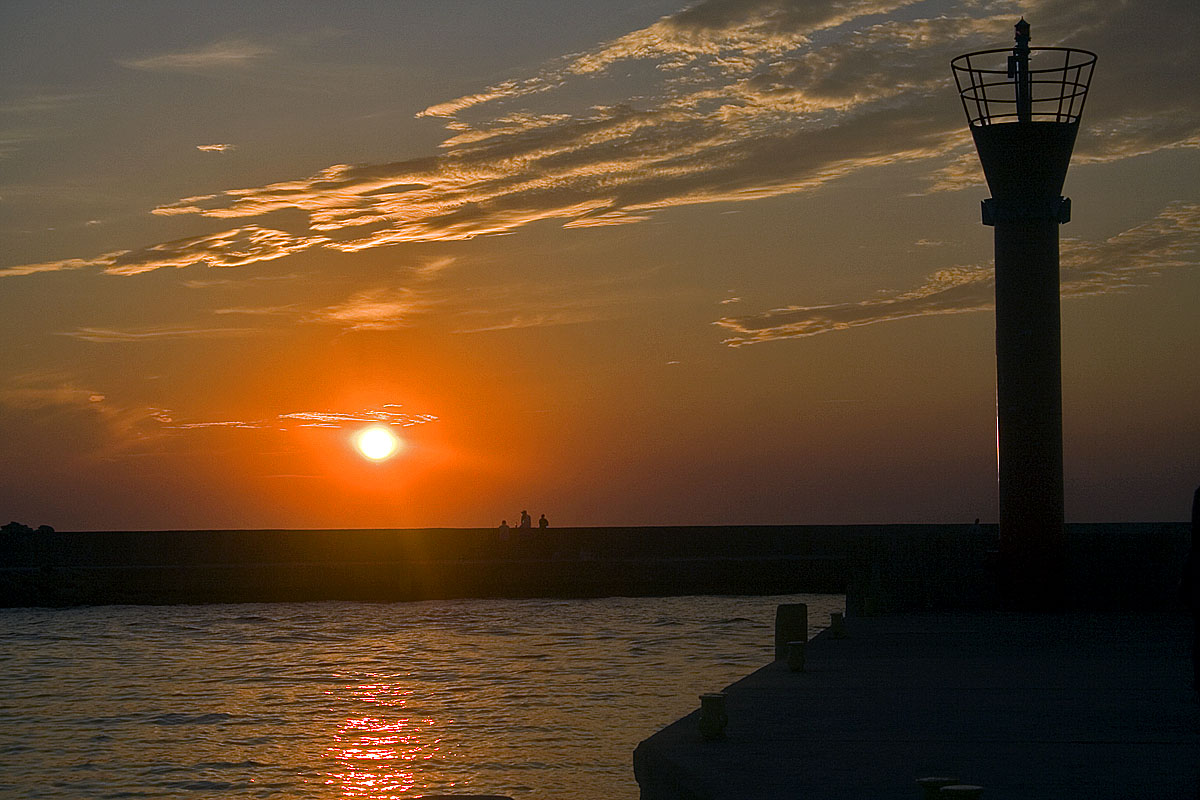
Рыбачий порт в Мжежине
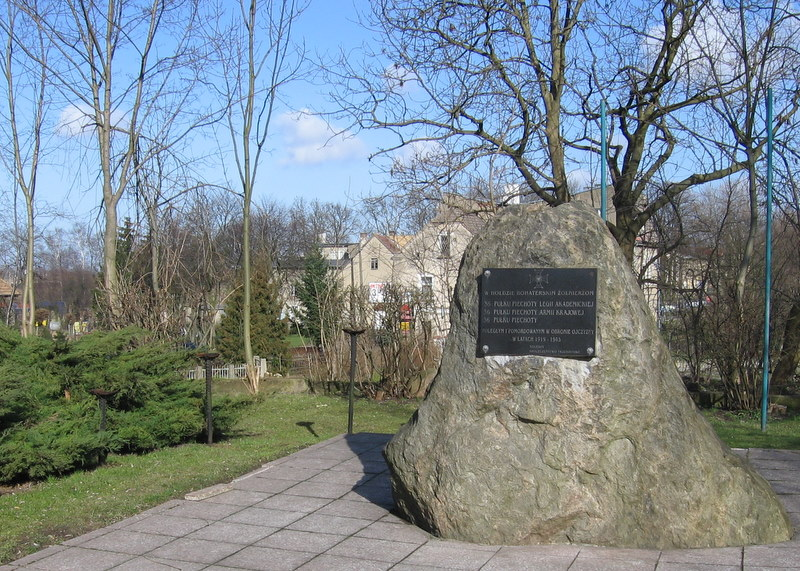
Памятник в знак почета 36. Полку Пехоты
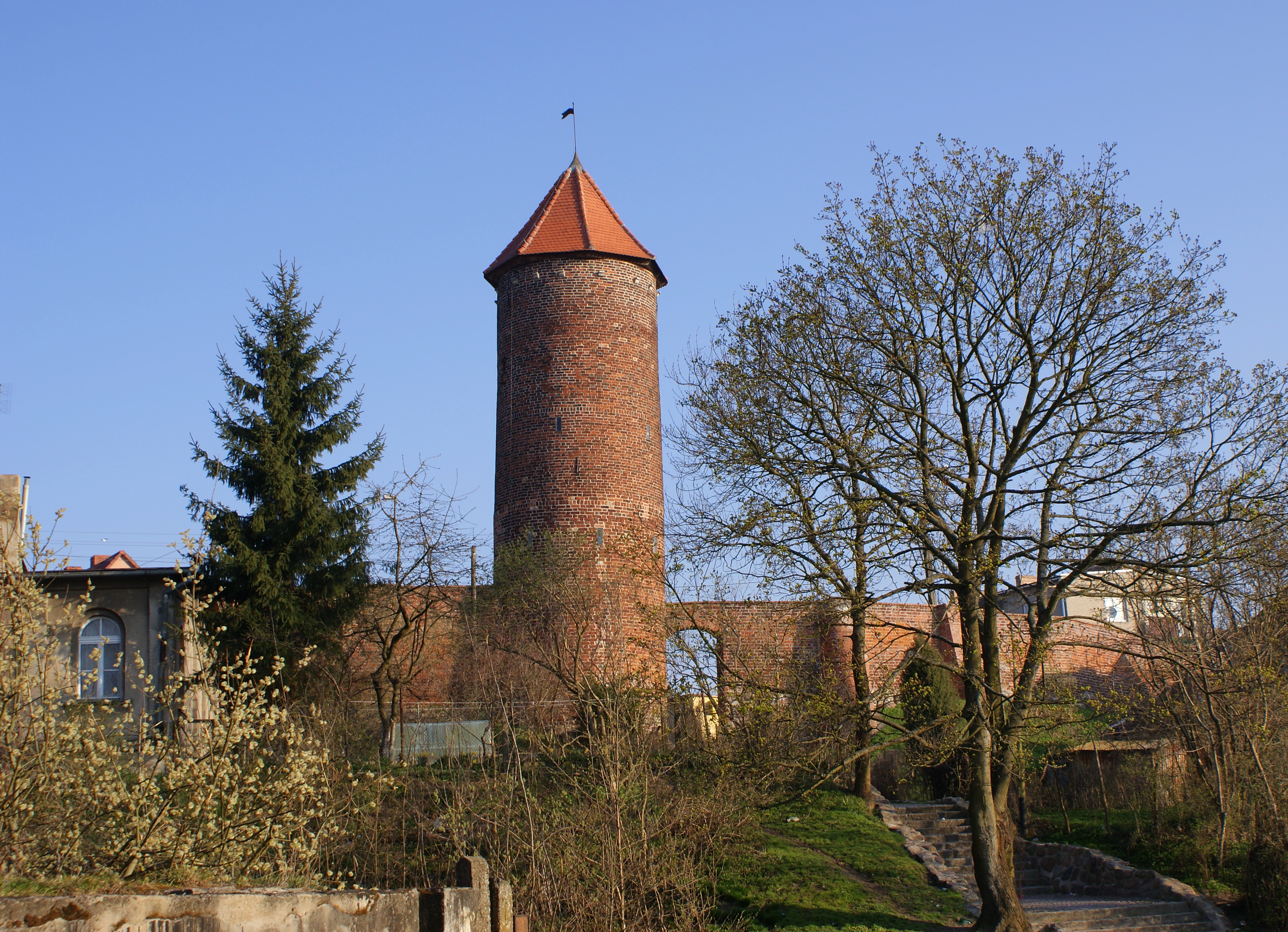
Башня — Тжебятув